# Jamaïque aux Jeux olympiques d'hiver de 2014
La Jamaïque participe aux Jeux olympiques d'hiver de 2014 à Sotchi en Russie du 7 au 23 février 2014. Il s'agit de sa septième participation à des Jeux d'hiver. La délégation jamaïcaine est composée de trois athlètes (dont un remplaçant) qui participent à l'épreuve de bob à deux. Ils terminent à la 29e et dernière place. 
La Jamaïque fait partie des nations qui n'ont pas remporté de médaille durant ces Jeux olympiques.

## Participation
Trois athlètes ont pris part à la compétition: Winston Watts (en), Marvin Dixon et Wayne Blackwood, sélectionné comme réserviste.
Aux Jeux olympiques d'hiver de 2014, les athlètes de l'équipe de Jamaïque ont participé aux épreuves suivantes : 
| Sport     | Hommes | Femmes | Total |
| --------- | ------ | ------ | ----- |
| Bobsleigh | 2      | 0      | 2     |
| Total     | 2      | 0      | 2     |

## Préparation
L'équipe de Jamaïque de bobsleigh a réussi à se qualifier pour Jeux olympiques d'hiver de 2014 grâce sa 39e place au classement de la FIBT.
Avant le début des Jeux olympiques, l'équipe disposait uniquement d'un bobsleigh à deux durant les qualifications et n'a donc pas pu participer à l'épreuve de bobsleigh à 4. La délégation manquait aussi de fonds pour financer le voyage et les équipements, 80 000 $ étant nécessaires. Le comité olympique jamaïcain a décidé de faire une levée de fonds grâce aux réseaux sociaux et au système de financement participatif. Les frais de voyage et de séjour ont été finalement pris en charge conjointement par le comité olympique jamaïcain et le comité d'organisation des JO 2014. Le 22 janvier 2014, la campagne s'est terminée et a permis de soulever 121 687 $, ce qui dépasse de loin les objectifs. 
En vue des Jeux olympiques, l'équipe de Jamaïque a effectué ces sessions d'entraînement aux États-Unis. La délégation est arrivée à Sotchi le 4 février 2014 afin de participer aux épreuves de bobsleigh dès le 16 février.

## Cérémonie d'ouverture et de clôture
Selon la coutume, la Grèce, berceau des Jeux olympiques, ouvre le défilé des nations, tandis que la Russie, en tant que pays organisateur, ferme la marche. Les autres pays défilent selon leur ordre alphabétique en russe, langue officielle du pays organisateur et selon l'alphabet cyrillique. La Jamaïque est la 86e des 88 délégations à entrer dans le Stade olympique Ficht de Sotchi au cours du défilé des nations durant la cérémonie d'ouverture, après l'Estonie et avant le Japon. Le porte-drapeau était Marvin Dixon, membre de l'équipe de bobsleigh.
La cérémonie de clôture a lieu également au Stade olympique Ficht. Les porte-drapeaux des différentes délégations entrent ensemble dans le stade olympique. Aucun athlète jamaïcain n'était présent lors de la cérémonie de clôture. Le drapeau de la Jamaïque est donc porté par un porteur volontaire.

## Épreuves de bobsleigh

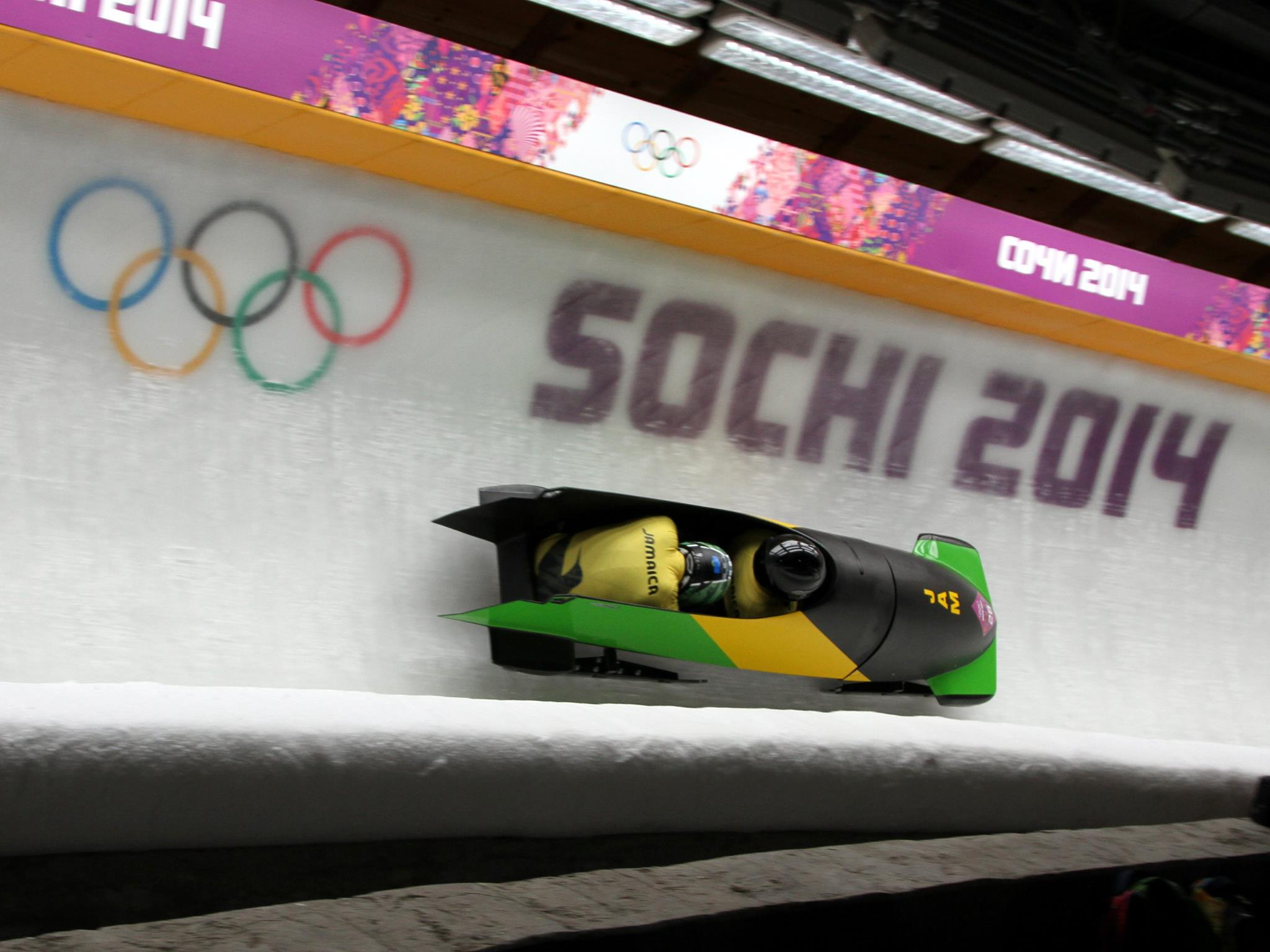
L'équipe jamaïcaine de bobsleigh à deux

L'équipe jamaïcaine aligne une équipe de bobsleigh à deux. La première et deuxième manche de l'épreuve se déroule le 16 février 2014 sur la piste de Sanki près de Krasnaïa Poliana. La compétition se déroule en 4 manches. 30 participants, représentant 20 nations sont au départ de l'épreuve de bobsleigh à deux. La délégation jamaïcaine a terminé les deux premières manches à la 30e et dernière position. Le lendemain, elle a terminé la troisième manche à la 29e place à la suite de l'abandon de l'équipe serbe. En terminant à plus de 3 secondes de la 20e place, elle ne réussit pas à se qualifier pour la dernière manche, réservée aux 20 meilleures équipes.
| Athlètes                        | Épreuve           | Manche 1 | Manche 1   | Manche 2 | Manche 2   | Manche 3 | Manche 3   | Manche 4     | Manche 4     | Total   | Total      |
| Athlètes                        | Épreuve           | Temps    | Classement | Temps    | Classement | Temps    | Classement | Temps        | Classement   | Temps   | Classement |
| ------------------------------- | ----------------- | -------- | ---------- | -------- | ---------- | -------- | ---------- | ------------ | ------------ | ------- | ---------- |
| Winston Watts (en) Marvin Dixon | Bob à deux hommes | 58.42    | 30e        | 58.81    | 30e        | 58.17    | 29e        | Pas qualifié | Pas qualifié | 2:55.40 | 29e        |

## Aspects extra-sportifs

### Popularité
La délégation a connu une grande popularité durant ces Jeux olympiques. La récolte de fonds, notamment soutenue par Usain Bolt, a permis de mettre en avant l'équipe jamaïcaine. Les athlètes ont profité de l'image laissée dans la presse et dans l'opinion publique par la délégation jamaïcaine lors des Jeux olympiques d'hiver de 1988 qui avait inspiré par la suite le film Rasta Rockett (Cool Runnings).